# Capitania-Geral da Venezuela
A Capitania-Geral da Venezuela foi um distrito administrativo colonial do Império Espanhol, criado em 1777 para prover mais autonomia para a Província da Venezuela, antes sobre a jurisdição do Vice-reinado de Nova Granada e a Audiência de São Domingos. Foi estabelecido sobre a união dos lideres do governo na politica (governador), militar (general de Capitania), fiscal (intendente) e jurídico (audiencia). Foi criado como parte da Reforma Bourbon e montou a base para a futura nação da Venezuela, em particular pela orientação da província de Maracaibo em direção a Caracas.